# Obrad Belošević
Obrad Belošević, in serbo Обрад Белошевић? (Leskovac, 28 aprile 1928 – Belgrado, 20 gennaio 1986), è stato un arbitro di pallacanestro jugoslavo, membro del FIBA Hall of Fame dal 2007.

## Carriera
Ha diretto oltre 300 partite del campionato jugoslavo di pallacanestro nel periodo compreso tra il 1951 ed il 1976. Ha arbitrato alle Olimpiadi 1968, ai Mondiali 1974 e 1978; ha diretto due finali della Coppa Campioni (1969 e 1970) ed una della Coppa Korać.